# Trimarano

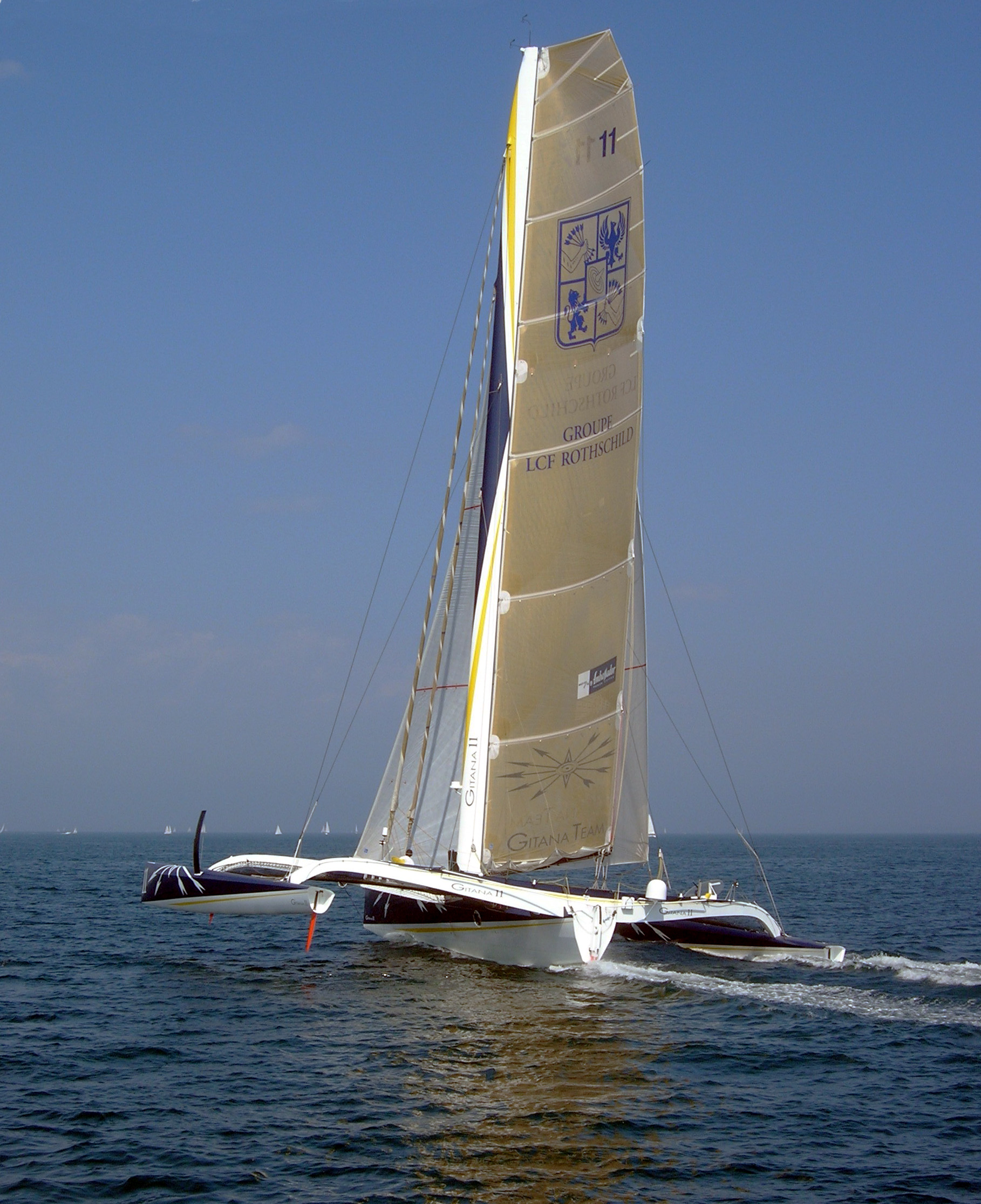
Il trimarano Gitana 13

Il trimarano è un'imbarcazione costituita da tre scafi. Insieme ai catamarani e ai "proa" appartiene alla classe dei "multiscafi".
I tre scafi possono essere collegati tra loro tramite appositi "bracci" di collegamento ovvero mediante una configurazione della coperta interamente pontata.
Usualmente lo scafo centrale è di maggiori dimensioni rispetto ai due laterali - detti "galleggianti laterali" - la cui funzione è di assicurare la stabilità trasversale del mezzo.
Seppure la propulsione possa essere sia a vela che a motore, sono forse i primi i trimarani più noti grazie all'elevate prestazioni che li caratterizzano rispetto alle barche a vela convenzionali, dovute all'assenza di zavorra (non necessaria essendo, come già detto, la stabilità trasversale - anche sotto vela - assicurata dai galleggianti laterali) e alle linee di carena più sottili.
Gli esempi (per la verità non frequenti) di trimarani a motore sono invece in massima parte costituiti da proposte - quasi tutte solo progettuali - di versioni "Fast-Ferry" in cui il vantaggio di tale configurazione consista nella possibilità di ottenere basse resistenze specifiche anche alle più alte velocità, in alternativa all'impiego di più usuali carene semidislocanti ovvero di carene plananti. 
Fra le realizzazioni peculiari di trimarani figurano gli Acquavision, nome commerciale di una soluzione a scafo parzialmente trasparente per la visualizzazione dei fondali marini diffusa a scopo turistico o di ricerca.